# Clube da Esquina 2
Clube da Esquina 2 é um álbum de 1978 pelo cantor e compositor brasileiro Milton Nascimento. O álbum serve como uma continuação para o álbum Clube da Esquina e o relacionado movimento musical homônimo iniciado nos anos 60 por um grupo de músicos da Minas Gerais. O álbum manteve a abordagem coletiva, diversidade estilística, e os elementos experimentais do seu antecessor, espalhados por dois LPs com 23 faixas.
Musicalmente, o álbum estabelece um dialogo com as canções do álbum anterior, seja através de continua a mesma canção ou apresenta elementos similar. Foi também analisando pelo Vinícius Mendes por sua temática relevante para historia e políticas brasileira, notando que o álbum reflete contradição social do pais, explorando temas de esperança e desespero, beleza e a dificuldades, e a tensão entre trauma histórico e os futuros incertos. o álbum incluir uma gama mais ampla de colaboradores, incluindo artistas brasileiros como Elis Regina, Chico Buarque, e Francis Hime.

## Recepção critica e legado
| Críticas profissionais | Críticas profissionais |
| Avaliações da crítica  | Avaliações da crítica  |
| Fonte                  | Avaliação              |
| ---------------------- | ---------------------- |
| AllMusic               | [ 7 ]                  |
| Rolling Stone          | [ 8 ]                  |
| Stafford Post          | 9/10                   |

O álbum não conquisto sucesso imediato, ao comparado ao seu antecessor Clube da Esquina. Muitos fans atribuirão isso para a ausência dos alguns dos membros originais, que acreditavam fazia as novas canção mais "fracos". Alvaro Neder, para AllMusic, deu o álbum a nota de quatro de cinco estrelas e escreveu que o álbum "evidencia detalhes insuspeitado no vinil original" e notou que o álbum "cristaliza o grupo de pessoas/compositores do estado das Minas Gerais" enquanto continua os temas do álbum anterior Clube Da Esquina. comparado a gravação para D´os the Beatles' Abbey Road, ele descreve as faixas como "testimonials de certos períodos  da historia do Brasil com expressividade e paixão".
O disco foi descrevido pelo jornalista musical Chris McGowan como "uma fusão pan-sul-americano, com menos rock e não tanto quanto a influência norte-americana". Chris Evans do Stafford Post deu o álbum uma nota de 9 de 10, falando que o álbum é "recheado cheio de melodias suntuoso e sem esforço". Nascimento mencionado em 2013 que seu álbum de Angelus poder ser considerando "um Clube da Esquina 3".

## Faixas
Lado Um
1. "Credo" (Milton Nascimento, Fernando Brant) – 3:02
 Participação: Grupo Tacuabé
2. "Nascente" (Flávio Venturini, Murilo Antunes) – 3:20
 Participação: Flávio Venturini
3. "Ruas da Cidade" (Lô Borges, Márcio Borges) – 3:00
 Participação: Lô Borges
4. "Paixão e Fé" (Tavinho Moura, Fernando Brant) – 3:40
 Participação: Canarinhos de Petrópolis
5. "Casamiento de Negros" (Violeta Parra) – 3:50
 Participação: Grupo Tacuabé
6. "Olho d'Água" (Paulo Jobim, Ronaldo Bastos) – 4:30
 Participação: Canarinhos de Petrópolis

Lado Dois
1. "Canoa, Canoa" (Nelson Angelo, Fernando Brant) – 3:59
2. "O Que Foi Feito Deverá" (Milton Nascimento, Fernando Brant)/''O Que Foi Feito de Vera" (Milton Nascimento, Márcio Borges)  – 5:06
 Participação: Elis Regina, Gonzaguinha e Lô Borges
3. "Mistérios" (Joyce, Maurício Maestro) – 4:01
 Participação: Boca Livre
4. "Pão e Água" (Lô Borges, Márcio Borges, Roger Mota) – 2:34
 Participação: Lô Borges
5. "E Daí? (A Queda)" (Milton Nascimento, Ruy Guerra) – 5:13

Lado Três
1. "Canção Amiga" (Milton Nascimento, Carlos Drummond de Andrade) – 2:32
 Participação: Kiko
2. "Canción por la Unidad de Latino America" (Pablo Milanés, Chico Buarque) – 3:54
 Participação: Chico Buarque
3. "Tanto" (Beto Guedes, Ronaldo Bastos) – 3:33
 Participação: Beto Guedes e Lô Borges
4. "Dona Olímpia" (Toninho Horta, Ronaldo Bastos) – 2:38
5. "Testamento" (Nelson Angelo, Milton Nascimento) – 3:54
6. "A Sede do Peixe (Para o que Não Tem Solução)" (Milton Nascimento, Márcio Borges) – 2:24

Lado Quatro
1. "Léo" (Milton Nascimento, Chico Buarque) – 4:03
2. "Maria, Maria" (Milton Nascimento, Fernando Brant) – 3:02
3. "Meu Menino" (Danilo Caymmi, Ana Terra) – 2:37
4. "Toshiro" (Novelli) – 3:26
 Participação Vocal: Cristiano
5. "Reis e Rainhas do Maracatu" (Milton Nascimento, Novelli, Nelson Angelo, Fran) – 2:37
 Participação: Azimuth
6. "Que Bom Amigo" (Milton Nascimento) – 2:51